# Acondrita
Les acondrites són meteorits rocosos, semblants a les roques ígnies, que representen un 7,1% dels que cauen a la Terra, i que es caracteritzen per haver patit processos de fusió i diferenciació al planeta o asteroide del qual procedeixen. És a dir, per efecte de la temperatura es van formar magmes, situant-se els materials més densos al centre del cos planetari, i els menys densos en capes més superficials (és a causa d'aquests processos què la Terra posseeix nucli, mantell i escorça). El nom que va usar el terme "acondrita" va ser Aristides Brezina, del Museu d'Història Natural de Viena, a la fi del segle xix, per designar els meteorits rocosos que no tenen còndrules. Són similars en aparença a les roques ígnies terrestres, per la qual cosa és molt difícil distingir-les, llevat que es vegin quan cauen. Potser l'acondrita més famosa i controvertida sigui el meteorit d'origen marcià ALH84001, car es va anunciar que podria contenir proves fòssils d'organismes extraterrestres de fa 3.600 milions d'anys.
Es creu que la major part de les acondritas provenen de l'asteroide 4 Vesta, situat al cinturó d'asteroides. Aquest asteroide (el quart que es va descobrir i el tercer en grandària dins del cinturó) té una escorça formada per silicats i un nucli format per Fe i Ni, és a dir, ha patit diferenciació magmàtica, i té un cràter d'impacte que ocupa una gran superfície de l'asteroide. Aquest impacte meteorític va generar una gran quantitat d'ejecta (el material projectat en la formació d'un cràter), i part ha caigut sobre el nostre planeta. Es calcula que el 6% de tots els meteorits que cauen provenen de 4 Vesta.

## Tipus de meteorits
En la classificació més bàsica, hi ha tres tipus de meteorits segons la seva composició:
- Meteorits fèrrics o holosiderits: Estan formats per metalls, sobretot Fe.
- Litosiderits: Formats per una barreja de roca i metall.
- Meteorits rocosos o petris: Estan formats per roca. Aquest grup al seu torn se subdivideix en condritesi acondrites. La gran diferència entre aquests meteorits rocosos és que les condrites no han patit processos de fusió i diferenciació, mentre que les acondrites si els han patit.[1]

Des de 1970 s'han modificat les classificacions de meteorits per altres més modernes que tenen en compte a més de la seva composició química, la textura i el seu origen, entre altres paràmetres.

## Classificació de les acondrites
Les acondrites s'han dividit en 3 grups:
- Acondrites pobres en Ca;
- Acondrites riques en Ca;

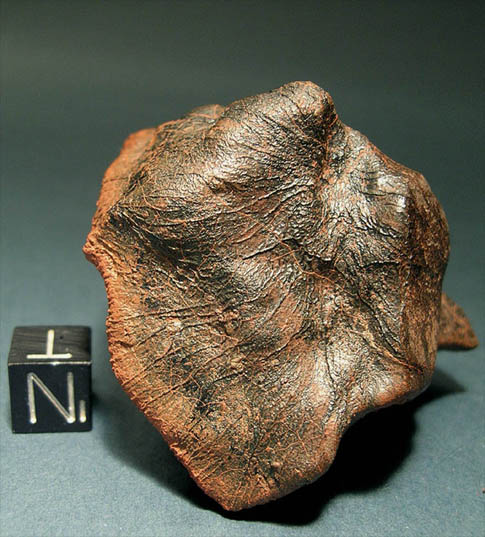
acondrita eucrita Millbillillie.

- Acondrites primitives (diferenciades parcialment).

No obstant això, aquesta classificació no té utilitat genètica (hi ha meteorits rics en Ca relacionats amb meteorits pobres en Ca, i meteorits rics o pobres en Ca sense relació entre si), de manera que actualment està en desús. Una manera de classificar, que sí que té en compte la seva gènesi, és considerant el planeta o asteroide del qual procedeixen, resultant:
| Grup PAC. Acondrites primitives | Grup HED. Meteorits procedents de 4 Vesta | Acondrites procedents d'altres asteroides | Grup LUN. Meteorits lunars | Grup SNC. Meteorits marcians |
| Acapulcoites (ACA)              | Eucrites (EUC)                            | Angrites (ANG)                            | LUN A                      | Shergottites (SHE)           |
| Lodranites (LOD)                | Diogenites (DIO)                          | Aubrites (AUB)                            | LUN B                      | Nakhlites (NAK)              |
| Brachinites (BRA)               | Howardites (HOW)                          |                                           | LUN G                      | Chassignites (CHA)           |
| Winonaites (WIN)                |                                           |                                           | LUN N                      | Ortopiroxenites (OPX)        |
| Ureilites (URE)                 |                                           |                                           |                            |                              |

### PAC (acondrites primitives)
Les acondrites primitives inclouen els meteorits que són similars en composició i estructura als seus condrites precursors. No han patit un alt grau de diferenciació, i probablement procedeixen de petits asteroides que es van fondre al rebre impactes meteorítics, i que van patir un refredament ràpid. Són roques ultramàfiques (amb una quantitat superior al 90% en minerals de Fe i Ni).

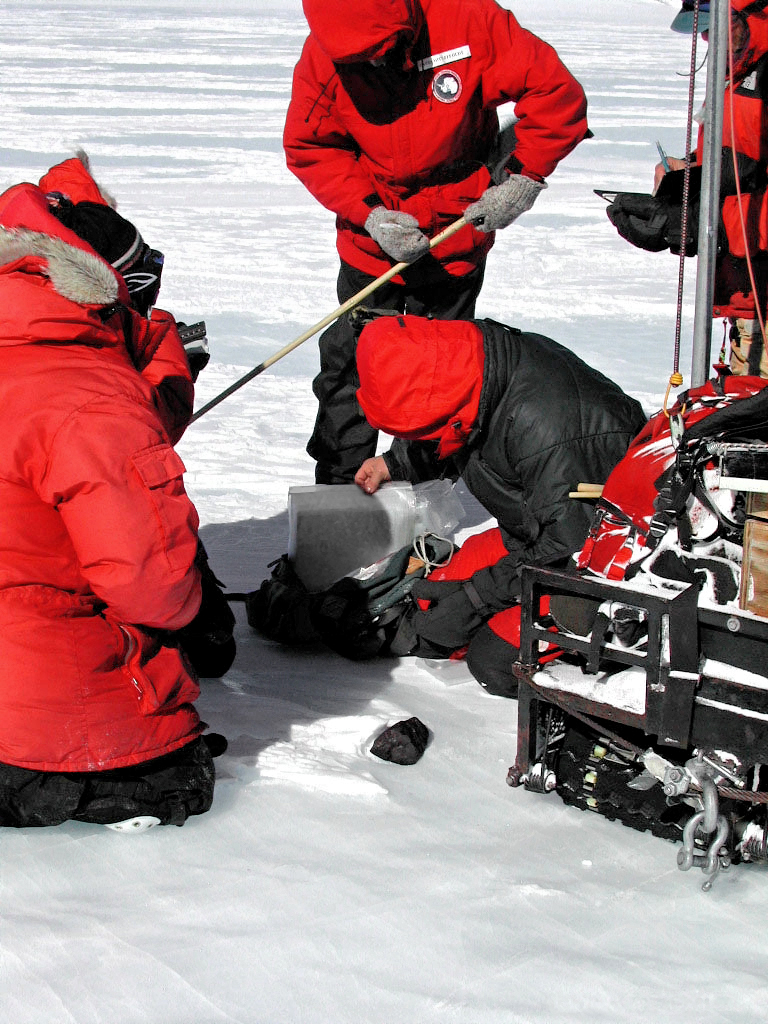
Recollida d'un meteorit a l'Antàrtida, on s'han trobat la major part de les lodranites. Imatge de la NASA.

#### Acapulcoites
El seu nom prové d'un meteorit caigut a Acapulco (Mèxic) el 1976. Presenten gran abundància d'olivina i piroxè; En menor quantitat es troba plagioclasa, metalls de Fe i Ni i troilita. El meteorit Acapulco es va classificar com una condrita anòmala a causa que té una composició similar, fins que van començar a semblar més meteorits de les mateixes característiques. Es consideren a aquestes acondrites com la transició entre les condrites i materials més diferenciats. La textura està conformada per petits cristalls. L'edat estimada del cos del qual procedeixen és d'entre 4.555 i 4.562 milions d'anys, i unes edats d'exposició a la radiació còsmica de 4 a 7 milions d'anys, que indicarien quan es van separar de l'asteroide.

#### Lodranites
El seu nom prové del meteorit Lodran, que va caure al Pakistan en 1868. Tot just hi ha més de deu meteorits d'aquest grup, i gairebé tots s'han trobat a l'Antàrtida. Tenen la mateixa composició mineralògica i la mateixa relació isotòpica d'oxigen que les acapulcoites, per la qual cosa es pensa que procedeixen d'un mateix asteroide. Els cristalls són gruixuts, amb olivina i piroxens, i probablement provinguin de capes més denses i profundes dins de l'asteroide que les acapulcoites.

#### Brachinites
S'han trobat molt poques brachinites. El seu nom prové del meteorit Brachina, que es va trobar a Austràlia a 1974. Amb un 93% en volum, són els meteorits procedents d'asteroides amb major quantitat d'olivina. També contenen piroxè, cromita, sulfurs, fosfats i metalls. La meitat també presenten plagioclasa. Hi ha estudis que relacionen les brachinitas amb l'asteroide 289 Nenetta.

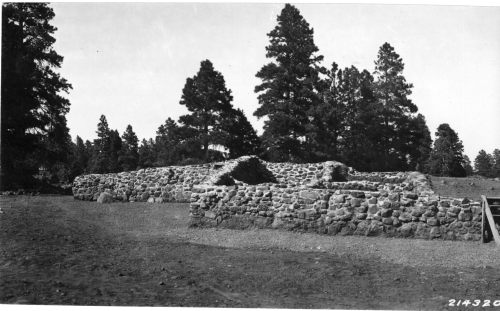
Ruïnes arqueològiques d'Elden Pueblo, a Arizona (Estats Units). En aquest poble indi es va trobar el meteorit Winona.

#### Winonaites
El seu nom deriva del meteorit Winona, trobat als Estats Units el 1928. Algunes presenten còndrules relictes, indicant l'origen condrític d'aquests meteorits. Estan formades per piroxens, olivina, plagioclasa, troilita i metalls de Fe i Ni. Els cristalls presenten una textura equigranular, amb formats fins i mitjans, i algunes presenten zones de superfície mil·limètrica de diferent textura o mineralogia, que podrien ser indicadors de processos de fusió parcial. Els meteorits metàl·lics del grup IAB contenen restes de silicats similars a les winonaitas, per la qual cosa s'especula amb un origen comú.

#### Ureilites
El seu nom deriva de Novo Urei, un poble situat a Mordòvia (Rússia), on el 1886 van caure diversos meteorits. Presenten olivina (50-75%), piroxens (14-35%) i molt poca quantitat de metalls de Fe i Ni. Entre els cristalls d'aquests minerals, a la matriu, es troben gasos nobles i carboni (de vegades en forma de diamant, que és un indicador d'altes pressions). La presència de diamants s'ha interpretat com el resultat de la metamorfització del grafit. No hi ha un acord clar sobre l'origen de les ureilites. Les datacions que s'han realitzat indiquen una edat de 4.550 milions d'anys.

### HED
El grup d'acondrites HED inclou les howardites, eucrites i diogenites. Aquests meteorits són roques magmàtiques formades a altes temperatures, i probablement procedents de l'asteroide 4 Vesta. Les diogenites i les eucrites es van formar en capes profundes de l'asteroide, i les howardites i les eucrites polimíctiques ho van fer més a prop de la superfície. Això es dedueix de la comparació de l'espectre de 4 Vesta amb aquest grup d'acondritas; L'espectre de la seva superfície coincideix amb el de les howardites i eucrites, però l'espectre del fons de dos cràters d'impacte coincideix amb el de les diogenites. Són molt semblants a certes roques ígnies presents a la Terra (basalts, gabres, etc.).

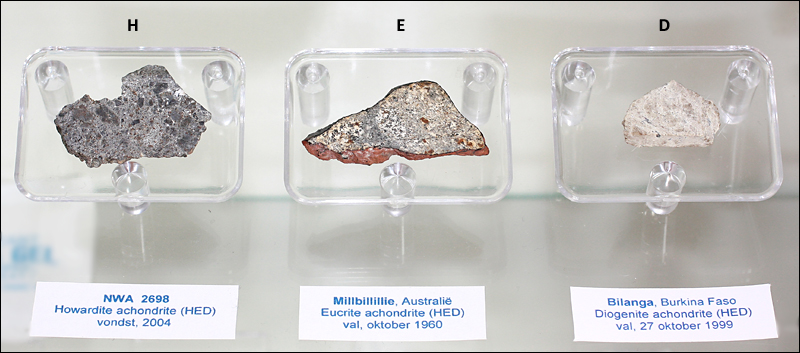
Acondrites del grup HED. D'esquerra a dreta, una howardita, una eucrita i una diogenita.

#### Eucrites
El seu nom prové del grec "eukritos", que significa "fàcil de distingir". Les eucrites, que són les acondrites més abundants, estan compostes bàsicament de pigeonita (un tipus de piroxè) i plagioclasa, amb quantitats variables de sílice i de minerals opacs, com certs sulfurs, ilmenita i cromita. La capa superficial d'aquests meteorits és fosca, però a l'interior són de color blanc grisós clar. Moltes d'ells amb bretxes.

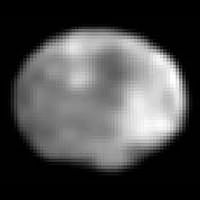
4 Vesta vist amb el telescopi espacial Hubble al 1996. Imatge de la NASA.

#### Diogenites
Anomenades així per Diògenes Apol·loniates, filòsof grec del segle V aC, que va ser el perimer en suggerir que els meteorits queien del cel. Estan compostes per ortopiroxens rics en Mg, amb olivina i plagioclasa. Alguns dels cristalls de piroxè tenen una mida considerable, indicant que el refredament de la roca ha estat lent, i probablement en profunditat.

#### Howardites
Es diuen així en honor del químic anglès Edward Howard. La textura és una bretxa polimíctica, amb clasts d'eucrita, diogenita, material similar al de les condrites carbonàcies i material fos per impactes meteorítics. Això indica que probablement procedeixin del regolit de 4 Vesta. Tenen una gran quantitat de gasos nobles a causa de l'efecte del vent solar.

### Acondrites procedents d'altres asteroides

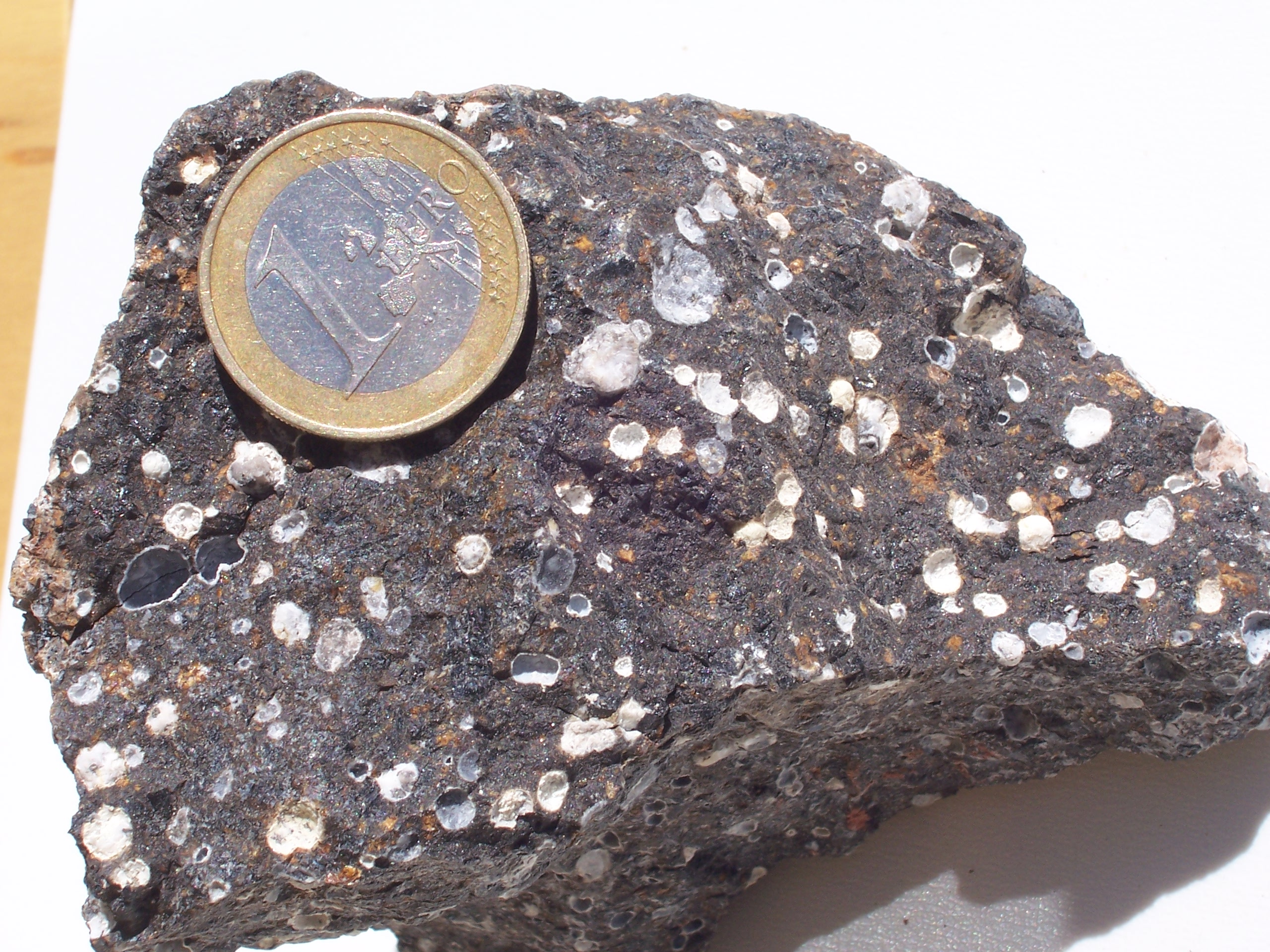
Vesícules en una lava basàltica, similars a les presents en les angritas.

Aquí s'agrupen les acondritas que provenen d'asteroides que han sofert processos de diferenciació, però que no estan genèticament relacionats amb 4 Vesta. Se solen distingir dos grups, angrites i aubrites, on s'enquadren la majoria d'aquests meteorits, però hi ha altres, com per exemple NWA 011, que procedeix d'un asteroide desconegut, segurament amb característiques semblants a 4 Vesta. També s'ha exposat la hipòtesi que aquests meteorits provinguin de Mercuri.

#### Angrites
El seu nom es deu al meteorit Angra dos Reis, que va caure a Rio de Janeiro el 1869. Les acondrites d'aquest grup es caracteritzen per la presència d'un diòpsid d'Al i Tu, anomenat fassaita. També apareixen plagioclasa, olivina, kirschsteinita i altres minerals, tractant-se d'una roca basàltica. També tenen vesícules, que s'interpreten com el vestigi de la presència de gasos (igual que en roques volcàniques terrestres), o bé com la resta d'esferes sòlides que es van destruir en les diferents fases de la formació de la roca. Poden procedir dels asteroides 289 Nenetta o 3819 Robinson.

#### Aubrites
Es denominen així pel meteorit Aubres, caigut en Nyons (França) el 1836. Està composta bàsicament per cristalls d'enstatita, acompanyats per olivines, metalls de Fe i Ni, troilita i altres minerals accessoris. Sembla que comparteixen origen amb les condrites d'enstatita. Es creu que poden procedir de l'asteroide 3103 Eger. L'escorça de les aubrites solen ser de color clar, i l'interior blanc. Són els meteorits rocosos que han sofert una exposició més prolongada als raigs còsmics (120 milions d'anys).

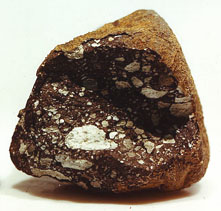
Meteorit lunar Allan Hills 81005, pertanyent al grup LUN A. Imatge de la NASA.

### Meteorits lunars
Els meteorits lunars, o lunaïtes, són fragments rocosos que procedeixen de l'ejecta generada durant un impacte meteorític sobre la superfície de la Lluna. Perquè les roques projectades no tornin a caure sobre el satèl·lit per efecte de la gravetat, han de superar una velocitat de 2,38 km / s (coneguda com a velocitat d'escapament). Se sap l'origen d'aquests meteorits per la seva similitud composicional, mineralògica, textural i de relacions isotòpiques amb les roques recollides durant les missions Apollo. Les lunaïtes són també molt interessants perquè permeten estudiar roques de zones de la Lluna que no van ser mostrejades per les esmentades missions. La classificació dels meteorits lunars es basa en criteris petrològics, diferenciant els d'anortosita, basalt, gabre i norita. Així tenim:

#### LUN A
Són anortosites que presenten una gran quantitat de plagioclasa rica en Ca, i una quantitat menor d'olivina i piroxens. La textura és de gra gruixut, es tracta de roques que s'han refredat lentament, procedents de les zones altes (Terrae) de la Lluna. Són de color gris, i de vegades es troben vesiculades. Aquest grup se subdivideix en:
- Bretxes regolítiques: Procedents del regolit lunar. A part d'anortosita també contenen basalt i material de cossos que van impactar amb el satèl·lit.
- Bretxes d'impacte: Bretxes polimíctiques en què es pot observar trets de metamorfisme de xoc, fosos d'impacte i processos de recristal·lització, tots ells típics dels cràters d'impacte.
- Bretxes fragmentàries: S'associen a capes més profundes de la Lluna, amb característiques similars a les bretxes regolítiques, però amb diferents components i presència de gasos nobles.

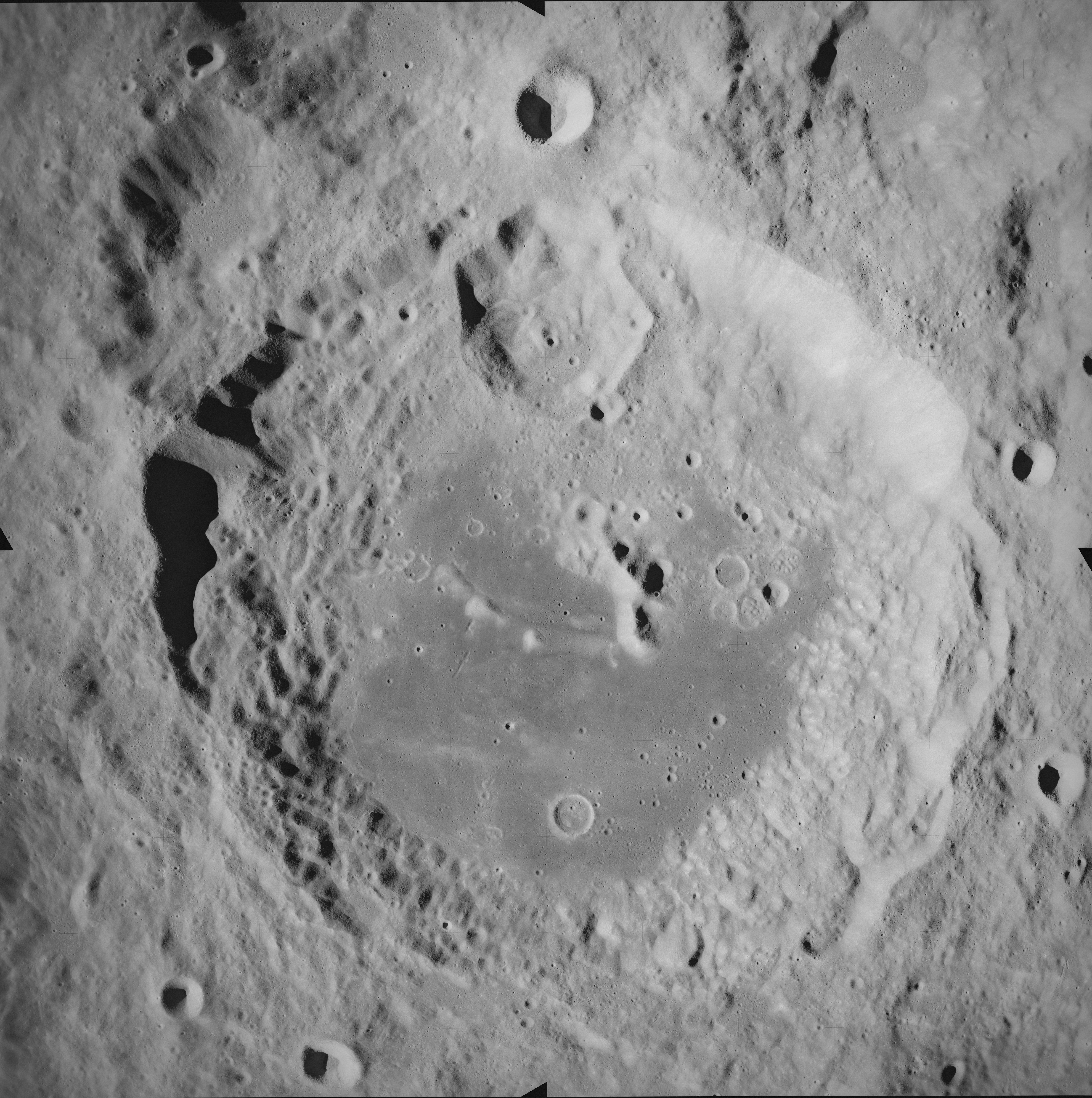
Cràter Aitken fotografiat per la missió Apollo 17. Imatge de la NASA.

#### LUN B
Procedeixen dels maria (colades de lava omplint conques) lunars, amb composició basàltica i amb fenocristalls d'olivina i augita, i amb continguts en menor quantitat de cromita, ilmenita, apatita, troilita i metalls de Fe i Ni. La majoria d'aquestes acondritas presenten aspecte de bretxa.

#### LUN G
Igual que els LUN B, procedeixen dels maria, però estan formats per gabre. Presenten plagioclasa i piroxè, i en menor mesura òxids de Fe i Tu. Poden tenir el seu origen en magmes que es van refredar més lentament I a major profunditat.

#### LUN N
Només es coneix un meteorit d'aquest grup (NWA 773). És una bretxa polimíctica, que presenta dues litologies: d'una banda, una gabronorita rica en olivina, i amb piroxè, plagioclasa i feldespat, i de l'altra, una bretxa regolítica fosca amb norita i clasts basàltics. Es pensa que poden procedir de la conca Aitken. Aquesta conca, rica en norita, és un cràter d'impacte (el segon del sistema solar) que va haver de projectar una gran quantitat d'ejecta sobre la Terra.

### Meteorits marcians
Són roques ígnies que inclouen a les shergottites, nakhlites, chassignites i a l'ortopiroxenita ALH84001. Els tres primers grups tenen una edat molt recent comparada amb altres meteorits (de 1.300 a 165 milions d'anys), per la qual cosa han de procedir d'un cos planetari que hagi tingut activitat geològica recent. Aquesta condició la compleixen la Lluna, Mart, Venus, Mercuri i alguns satèl·lits dels planetes majors (Júpiter, Urà, Saturn i Neptú). Aquests últims es van descartar, ja que l'ejecta que poguessin expulsar durant un impacte seria atreta per la força de gravetat del planeta. Una cosa semblant passaria amb Mercuri, ja que els fragments despresos serien atrapats pel Sol. El problema de Venus és, d'una banda, que té una velocitat d'escapament alta (molt semblant a la de la Terra), i de l'altra, la seva densa atmosfera, que destruiria gran part de l'ejecta produïda. No es poden descartar del tot Venus i Mercuri com a font d'alguns meteorits, però les possibilitats són mínimes. La Lluna es va descartar per les diferències composicionals existents entre els meteorits SNC (SNC prové de Shergottita, Nakhlita i Chassignita) i les roques lunars, pel que es considera Mart com el "pare" d'aquest grup de meteorits. Les subdivisions d'aquest grup es realitzen en funció de la profunditat a la qual van cristal·litzar.

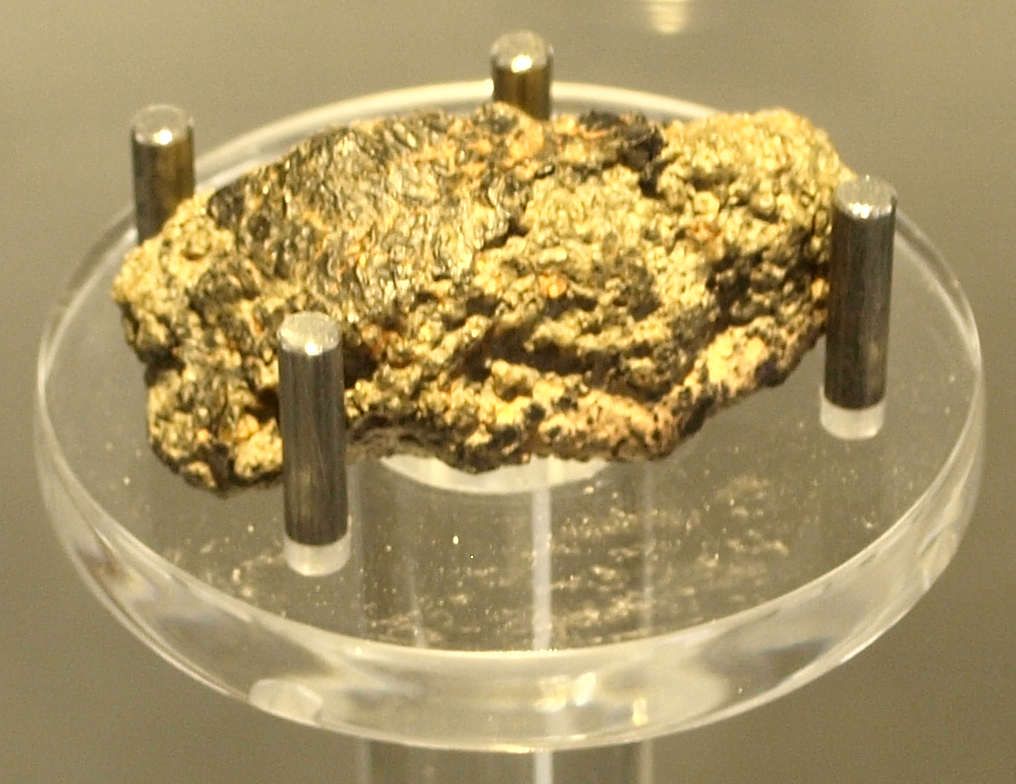
Shergottita trobada al Marroc.

#### Shergottites
El seu nom prové d'un meteorit caigut a Shergotty (Índia) a 1865. Són roques de sílice, que al seu torn es divideixen en 3 grups:
- Shergottites basàltiques: Roques de gra fi compostes per clinopiroxè, i plagioclasa, on la plagioclasa per efecte d'impactes s'ha convertit en un cristall anomenat maskelinita. Els minerals es troben alineats, indicant que la roca prové d'un flux de lava.
- Shergottites lherzolítiques: Presenten un gra més gruixut, el que implica un refredament més lent a major profunditat que les shergottites basàltiques. La roca equivalent a la Terra seria la peridotita.[40] El mineral més abundant és l'ortopiroxè, amb certa quantitat d'olivina.
- Shergottites olivíniques: Amb gran quantitat de cristalls d'olivina i ortopiroxè en una matriu de clinopiroxè, probablement cristal·litzats en un magma saturat d'olivines.

#### Nakhlites
Deuen el seu nom a un meteorit que va caure a El Nakhla (Egipte) a 1911. Són clinopiroxenites que se solidificaron lentament fa 1.300 milions d'anys, i que van sortir de Mart fa 10-12 milions d'anys. Aquestes roques han sofert processos relacionats amb l'aigua a baixa temperatura. Han patit meteorització, produint minerals secundaris com argiles, carbonats i sulfats, associats amb petita quantitat de matèria orgànica marciana. Hi ha autors que suggereixen que podria haver indicis d'activitat biològica a les nakhlites.

#### Chassignites
Trucades així per la localitat francesa de Chassigny, on va caure un meteorit a 1815. Similars a les dunites terrestres, estan compostes gairebé exclusivament per olivina. Van cristal·litzar fa 1.300 milions d'anys. 

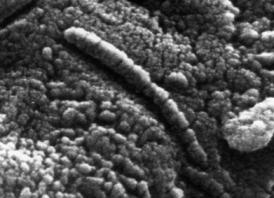
Vista al microscopi de ALH84001. Imatge de la NASA.

#### Ortopiroxenites (ALH 84001)
L'únic representant de les ortopiroxenites és el meteorit ALH 84001, que es va trobar a l'Antàrtida a la fi de 1984. És el més antic de tots els meteorits marcians, amb una edat de 4.500 milions d'anys. Mostra trets d'haver sofert metamorfisme tèrmic i de xoc, i presenta carbonats, en forma d'esfèrules ataronjades, el que indica que ha estat exposat a l'acció de l'aigua. El 1996 es va publicar un article, en el qual s'afirmava que en aquest meteorit havia senyals de vida, com la presència de molècules orgàniques, diversos biominerals i microfòssils similars a les nanobactèries terrestres. No obstant això, aquesta postura té els seus detractors, que argumenten que aquests nòduls de carbonat són conseqüència de la reacció a 600 ° C entre els silicats del meteorit i un fluid ric en gas carbònic.